# Sender Kaiserslautern (1926–1945)

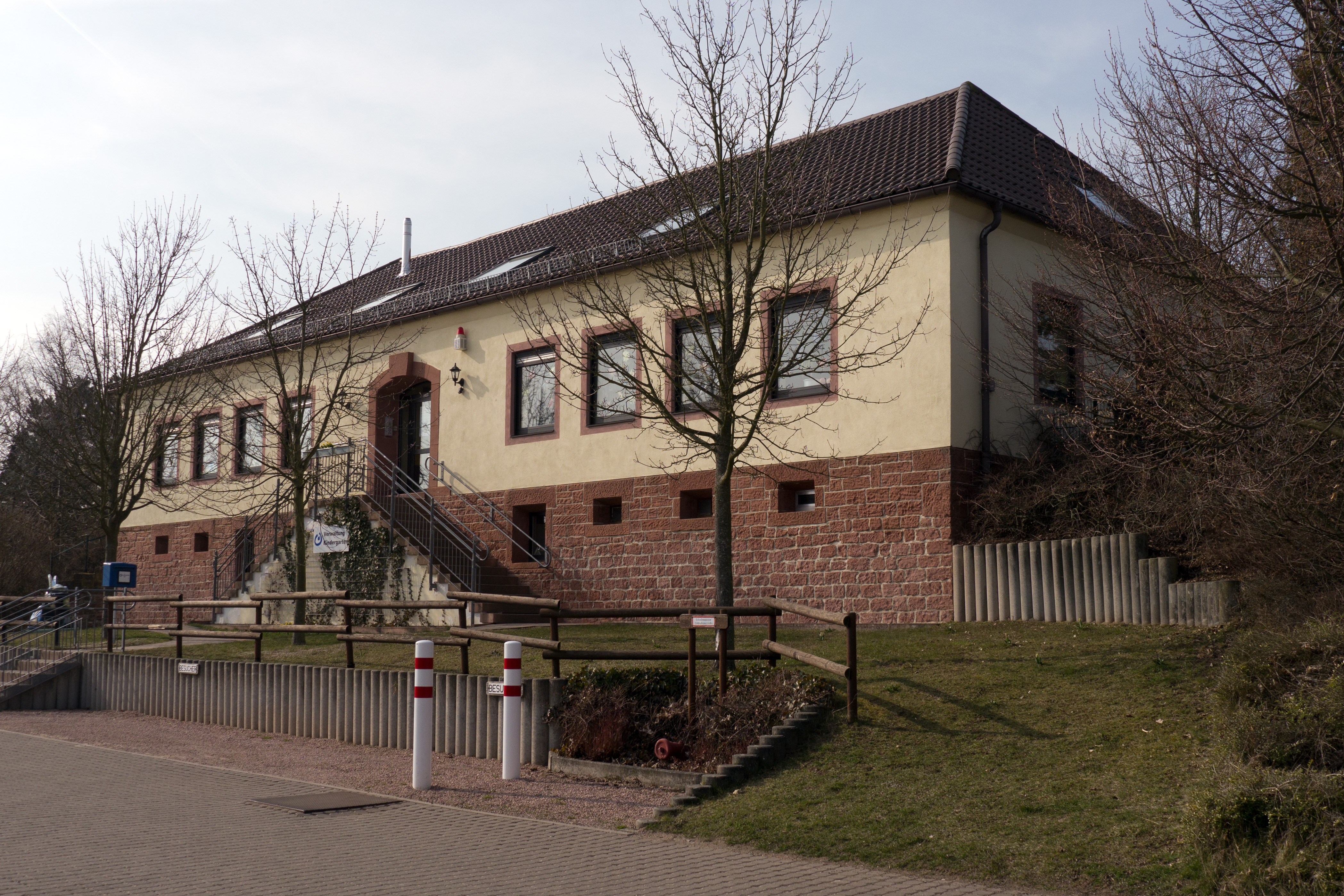
Ehemaliges Sendegebäude des Pfalzsenders

Der erste Rundfunksender Kaiserslautern (auch als Pfalzsender bezeichnet) wurde am 9./24. Februar 1928 von der Deutschen Stunde in Bayern in Betrieb genommen. Das Programm bestand überwiegend aus regionalen Nachrichten für die bayerische Pfalz. Nach 1933 wurden auch Programmteile aus Berlin, insbesondere der „Nachrichtendienst“ übernommen. 1934 wurde Kaiserslautern dem Reichssender Frankfurt, 1936 dem neuen Reichssender Saarbrücken zugeordnet.

Der Sender verwendete als Sendeantenne eine T-Antenne, die zwischen zwei je 60 Meter hohen freistehenden Fachwerktürmen aus Holz gespannt waren, welche sich in einem Abstand von 130 Metern befanden. Die Sendeleistung betrug 500 W, die Sendefrequenz 1429 kHz. Die Sendeanlage wurde 1945 stillgelegt und die Türme wurden abgebaut. Heute befindet sich im einstigen Sendegebäude eine Kindertagesstätte.
Ab Juli 1946 gab es in Kaiserslautern wieder ein Hörfunkstudio.